# Фарерское научное общество
Фарерское научное общество (фар. Føroya Fróðskaparfelag, от fróðskapur («наука, знание») и felag («общество, ассоциация»)) было основано в 1952 году в Торсхавне с целью создания базы для научных исследований, сбора научной литературы и её публикации на Фарерских островах.
С самого основания общество выпускает ежегодное периодическое издание «Fróðskaparrit» (фар. rit — «рукопись, работа») с подзаголовком Annales Societatis Scientiarum Færoensis (с лат. — «Хроники Фарерского научного общества»).
Стараниями общества в 1965 году была основана Фарерская академия (Academia Færoensis), которая в 1990 году получила статус университета (Fróðskaparsetur Føroya). В 2006 году университет и научное общество совместно основали издательство «Fróðskap». Совместно с Институтом фарерского языка и литературы общество участвует в издании фарерских словарей и грамматик.